# Madonna del Pilerio

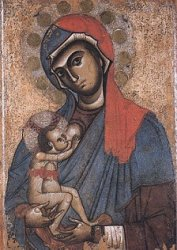
Madonna del Pilerio

La Madonna del Pilerio è uno degli appellativi con cui la Chiesa cattolica venera Maria, madre di Gesù. È venerata dai fedeli cattolici come protettrice della città di Cosenza e dell'arcidiocesi di Cosenza-Bisignano. La Madonna del Pilerio è raffigurata in una icona risalente al XII secolo che si trova dal 1607 nella cappella appositamente costruita all'interno del duomo di Cosenza, voluta da Giovan Battista Costanzo (1591-1617), per favorire l'afflusso dei pellegrini.
Il 10 maggio 1981 il duomo di Cosenza venne elevato a santuario della Madonna del Pilerio dall'arcivescovo Dino Trabalzini.

## Il nome
Il titolo di Madonna del Pilerio risale al sec. XII dal quadro omonimo, di cui venne riconosciuta l'autenticità tra il 1971 e il 1979, grazie alla volontà dell'arcivescovo sardo Enea Selis, che delegò alcuni esperti per un restauro e che ne riconobbero l'autenticità e lo datarono, appunto, al sec. XII. Da questa scoperta si dedusse che il nome potrebbe derivare dalla parola greca pilos, che vuol dire la lana lavorata per foderare elmi e scarpe, e potrebbe riferirsi al velo rosso sopra il manto blu.
Il nome però potrebbe essere più antico e derivare dal greco puleròs (guardiana, custode della porta della città).
Originariamente si pensava venisse dal francese pilier, in spagnolo pilar, a sua volta dal latino pila, ossia "pilastro", "colonna".
Dunque, secondo l'etimologia greca, "Madonna del Pilerio" starebbe per "Madonna del Velo di Lana [Rossa]" oppure "Madonna della Guardia", "della Custodia".
Secondo l'etimologia latina invece, starebbe per "Madonna del Pilastro", come Nostra Signora del Pilar.

## Il culto

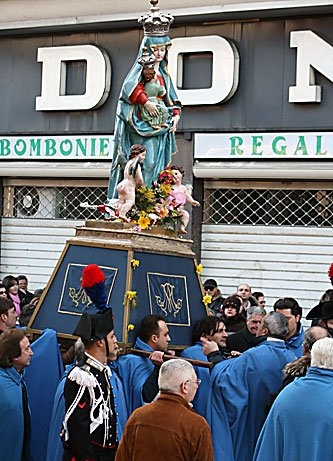
Processione della Madonna del Pilerio

Il culto cattolico della Madonna del Pilerio risale all'anno 1576, quando una devastante epidemia di peste si accanì sulla città di Cosenza facendo numerose vittime. Secondo la tradizione cattolica la popolazione ormai allo stremo, visti gli infruttuosi tentativi umani di arginare l'epidemia, si rivolse al Dio. Si narra che un devoto che pregava dinanzi all'antica icona della Vergine Maria posta all'interno del Duomo cittadino, si accorse che sul viso della Madonna si era formato un bubbone di peste. Allertato il Vicario generale dell'epoca, si sparse immediatamente la notizia, e una grande folla si recò ad ammirare coi propri occhi lo strano evento che venne interpretato come volontà della Vergine di accollarsi la malattia per liberare la popolazione. La regressione della peste nella città, che avvenne nei mesi successivi, venne interpretata dalla città come vero e proprio miracolo. A seguito dell'evento, la Madonna del Pilerio venne eletta a Patrona Protettrice di Cosenza.
La notizia del segno prodigioso non tardò a divulgarsi, e dai paesi vicini iniziò un crescente accorrere di devoti.
I pellegrinaggi continuarono nel tempo e crebbero di numero, tanto che nel 1603 l'Arcivescovo Mons. Giovan Battista Costanzo (1591-1617), per meglio favorire l'afflusso dei pellegrini, tolse il quadro dal luogo dove si trovava e lo collocò prima su uno dei pilastri della navata centrale del Duomo, poi sull'altare maggiore, e infine, nel 1607, nella cappella appositamente costruita, dedicata alla Vergine dove ancora oggi si venera.
Il 17 aprile 1607, su richiesta unanime dei cosentini, l'Arc. Mons. Costanzo incoronò la Vergine del Pilerio come Regina e Patrona della città.
Nel 1783 un violento terremoto si abbatté su Cosenza. In quell'occasione si constatò un altro segno sul viso dell'immagine della Madonna.
Furono da tutti notate delle screpolature che poi scomparvero ma non del tutto, una volta passato il pericolo.
Il 6 luglio 1798 si stabilì la celebrazione della sua festa il giorno 8 settembre di ogni anno, per la sua Natività.
Il 12 giugno 1836 l'Arc. Mons. Lorenzo Puntillo (1833-1873) fece una seconda incoronazione con corone d'oro e gemme di grande valore.
In seguito al terribile terremoto del 12 febbraio 1854 i cosentini chiesero e, l'11 gennaio 1855, ottennero dall'autorità ecclesiastica l'istituzione di una seconda festa, detta "del patrocinio", in onore della Vergine da celebrarsi ogni anno, il 12 febbraio.
Nel 1922 avvenne una terza incoronazione, autorizzata dal capitolo Vaticano e celebrata dall'Arc. Mons. Trussoni (1912-1933).
Durante la seconda guerra mondiale si ebbero a Cosenza due spaventosi bombardamenti che decimarono quasi la città: il 12 aprile e il 28 agosto 1943.
Per iniziativa dell'Arc. Aniello Calcara (1941-1961) il 6 settembre 1943 il quadro della Madonna fu temporaneamente trasferito nel Convento dei Padri Minori di Pietrafitta con l'intento di proteggerlo.
L'anno 1948 fu caratterizzato dalla "Peregrinatio Mariae" voluta da Calcara come preparazione al Congresso Mariano programmato per il 1951.
Il 20 febbraio si ebbe a Cosenza un violento terremoto. Anche in questa occasione i cosentini si affidarono alla protezione della Madonna del Pilerio, e chiesero e ottennero da Achille Lauro (amministratore apostolico dell'Arcidiocesi) una processione.
Il 10 maggio 1981 l'Arc. Dino Trabalzini elevò a Santuario della Vergine SS. del Pilerio il monumentale Duomo di Cosenza.
Il 6 ottobre 1984 avvenne la storica visita alla Madonna del Pilerio e al Duomo da parte di Sua Santità Papa Giovanni Paolo II la cui devozione filiale alla Madonna contraddistinse il suo intero pontificato.
Il 10 ottobre 1988 Mons. Dino Trabalzini, in chiusura dei festeggiamenti per l'anno Mariano, proclamò la Madonna del Pilerio Patrona Principale dell'Arcidiocesi di Cosenza-Bisignano e ne confermò il titolo di "Patrona della Città di Cosenza".

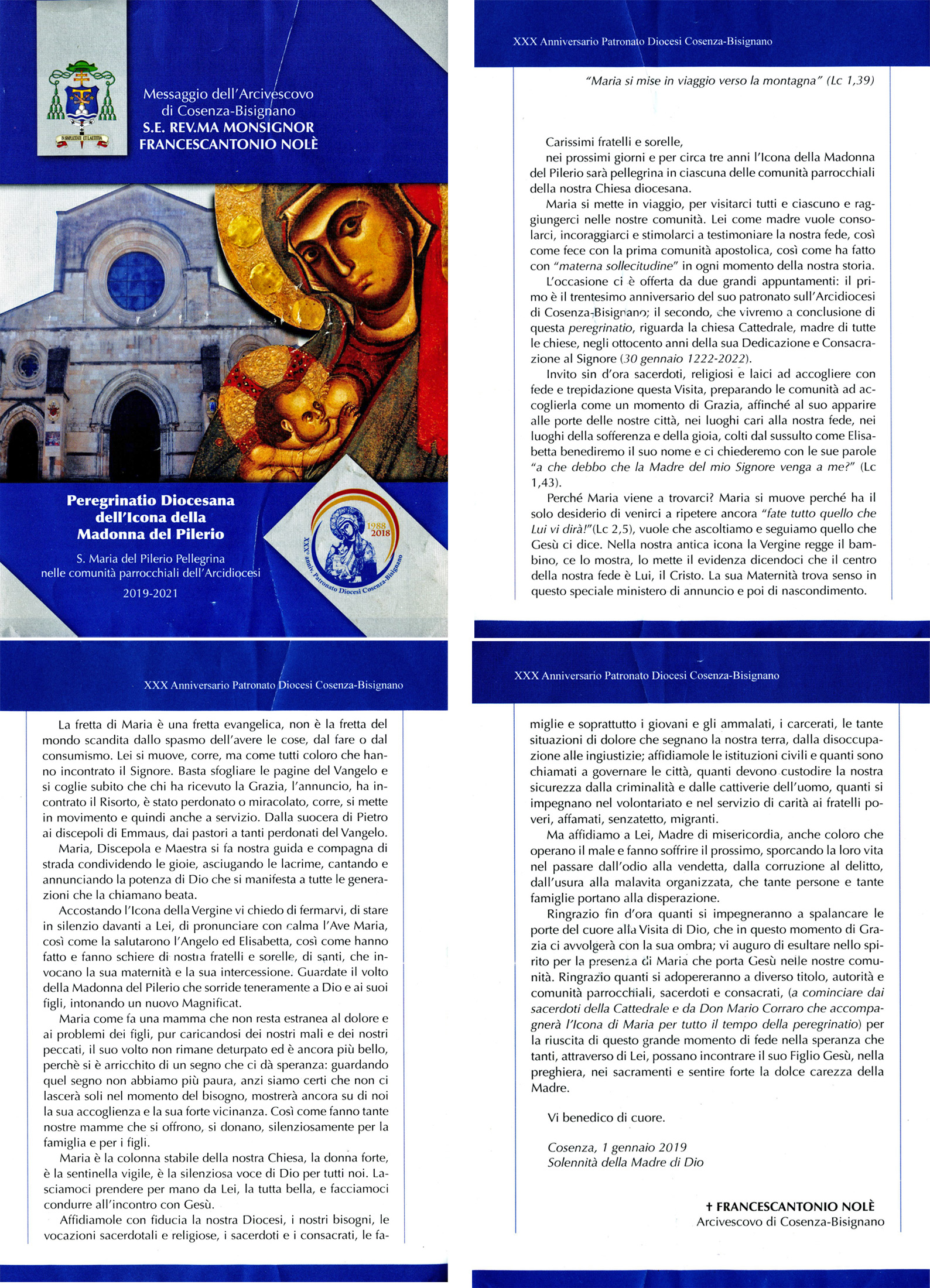
Messaggio del vescovo di Cosenza-Bisignano per la peregrinatio 2019.

## Preghiera alla Madonna del Pilerio
Vergine del Pilerio, Madre della Chiesa,
Tu sei per noi Sostegno, Aiuto e Speranza.
Noi Ti ringraziamo e Ti benediciamo, ma soprattutto noi Ti amiamo.
Tu sei la nostra Madre tenerissima, donataci da Cristo sulla Croce.
Ascolta la preghiera dei tuoi figli.
Non permettere che ci allontaniamo mai da Te.
Rafforza in noi la Fede, sostieni la Speranza, ravviva la Carità.
Per Te sia lode al Padre, al Figlio e al Santo Spirito, nei secoli dei secoli.
Amen.
O Madonna del Pilerio, nostra gloriosa Patrona, prega per noi.

## L'Icona della Madonna del Pilerio
Il dipinto misura 95 x 65 cm.
L'Icona della Madonna del Pilerio è una insigne espressione di questa particolare forma artistica.
L'iscrizione in latino dice chiaramente che non è una icona arrivata dall'oriente, ma eseguita in ambito mediterraneo occidentale.
L'icona nel corso dei secoli ha subito vari danni ed è stata oggetto di rimaneggiamenti fino a essere ridipinta.
È stata poi riportata alla bellezza originale nel 1976-77.
L'icona si caratterizza per il Bambino che viene nutrito dal seno della Madre e dal velo rosso che elegantemente scende dal capo della Vergine.
Nell'iconografia orientale, l'icona della Vergine che nutre al seno il Figlio, viene detta Galaktotrophousa.
L'icona della Madonna del Pilerio è dunque, primariamente, una icona Galaktotrophousa.
Il velo rosso, intessuto di pilos, che dalla testa scende con eleganza sulla spalla sinistra, caratterizza il mafòrion blu (manto) della Vergine del Pilerio.
Questo particolare l'avvicina alla Vergine del Monastero di Kikko a Cipro, detta la Kikkotissa.
Molti altri particolari pittorici esprimono una straordinaria ricchezza di rimandi dottrinali che impreziosiscono l'icona della Madonna del Pilerio, "quasi da renderla un compendio del Nuovo Testamento".
Il colore rosso è simbolo della divinità.
Nella icona il rosso è rappresentato dal velo, fatto di pilos, che sta sul manto blu (mafòrion) che copre il capo della Vergine Madre di Dio (la Theotókos, così chiamata perché ha generato il Cristo, Figlio di Dio).
I colori blu e marrone del vestito della Vergine rappresentano la sua umanità di creatura di Dio.
Le tre stelline poste sul capo e sulle spalle della Vergine vorrebbero indicare la sua perpetua verginità: prima, durante e dopo la nascita di Gesù - divino Redentore dell'umanità.
Oppure potrebbero rappresentare che la salvezza del genere umano è opera congiunta del Padre, del Figlio e dello Spirito Santo: la Santissima Trinità.
L'aureola intorno al capo della Vergine, formata da medaglioni dorati, indica che a Lei fanno corona i 12 Apostoli (gli 11 originari più San Mattia), di cui è Regina, con cui attese nel Cenacolo di Gerusalemme l'effusione dello Spirito Santo il giorno di Pentecoste, secondo la promessa di Gesù prima di ascendere al cielo.
Il nastro color rosso che cinge il corpo nudo del Bambino Gesù che poppa in braccio alla Madre divina indica la natura divina del Figlio di Dio, incarnatosi per la redenzione degli uomini.
Il doppio corpo che presenta il corpo del bambino Gesù, sta a indicare la duplice natura di Cristo: la natura divina e la natura umana, unite nell'unica Persona del Verbo: il Figlio eterno di Dio.
L'aureola con in mezzo il segno di Croce posta dietro il suo capo sta a indicare la Sua immolazione sulla Croce.
È da osservare lo sguardo del Bambino che poppa in seno alla Madre e quello sguardo della Vergine meditabondo, rivolto quasi nel vuoto, fisso, si direbbe nel futuro e quindi alla dolorosa fine del Divino suo Figlio.

## Curiosità
La festa patronale di Cosenza non viene celebrata l'8 settembre, festa della Madonna del Pilerio e data alla quale viene riconosciuta la Natività della Vergine, ma il 12 febbraio, per ricordare il rovinoso terremoto che colpì la Calabria proprio in quella data nel 1854.